# Emotional Rescue
Emotional Rescue (с англ. — «Эмоциональное спасение») — пятнадцатый британский и семнадцатый американский студийный альбом британской рок-группы The Rolling Stones, изданный в 1980 году на собственном лейбле группы. Диск занял верхние строчки чартов по обе стороны Атлантики.

## История появления
Пластинка была записана в конце 1979 года на волне успеха предыдущей работы Some Girls (1978). Многие песни были написаны ещё во время прошлогодних студийных сессий, хотя некоторые появились уже в ходе работы над новой пластинкой. Заглавная композиция «Emotional Rescue» была придумана и исполнена прямо в студии: Мик Джаггер наиграл основной мотив на электропиано, а барабанщик и гитарист добавили ритм-секцию; после этого в неё наложили партию саксофона и электрогитары, а Джаггер исполнил глупую вокальную партию, в которой с шуточной интонацией обращался к любимому человеку: «Я буду твоим рыцарем в сияющих доспехах, скачущим по пустыне на прекрасном арабском скакуне».
Название альбома «Эмоциональное спасение» соответствовало состоянию, в котором находились участники Rolling Stones в начале 1980-х. Бас-гитарист Билл Уаймен начал всерьёз задумываться о том, чтобы вскоре покинуть коллектив. Гитарист Ронни Вуд столкнулся с проблемами с законом и даже оказался за решёткой на несколько дней, когда во время отпуска на островах у него с подругой нашли наркотики. Что до Мика Джаггера и Кита Ричардса, оба лидера группы недавно разорвали отношения со своими вторыми половинами.

## Выпуск альбома
Пластинка была выпущена 20 июня 1980 года. Вскоре она очутилась в американском хит-параде альбомов, стартовав с 8 места: на сайте Billboard появление альбома в чартах датируется 19 июля. Уже на следующей неделе пластинка возглавила хит-парад Billboard Top LPs & Tape и пробыла на вершине рекордные для группы на то время 7 недель. Это достижение продержалось недолго, так как уже в следующем году очередная пластинка «Роллингов» Tattoo You провела на первой позиции альбомного чарта целых девять недель.
Заглавная композиция уже через четыре недели после выхода очутилась на одиннадцатой позиции в американском хит-параде синглов Hot 100, в итоге достигнув третьей позиции. Эта танцевальная композиция являлась продолжателем традиций хитовой «Miss You» с предыдущего альбома Some Girls. Следующим синглом стала роковая песня «She’s So Cold», более характерная для Rolling Stones.
Уже 10 сентября 1980 года альбом стал платиновым с более чем 1 млн проданных копий. Через двадцать лет — 31 мая 2000 года — Emotional Rescue получил «дважды платиновый» статус.

## Критический приём
В своей рецензии в журнале Rolling Stone 20 июня 1980 года Ариэль Свортли сравнила Emotional Rescue с обложкой пластинки, напоминавшей сгоревшие во время пожара фотографии, на которых остались лишь очертания объектов: точно так же песни и мелодии с новой работы группы показались ей похожими на то, что «Роллинги» выпускали ранее. Несмотря на изменения в вокальном стиле Джаггера, который начал петь фальцетом, инструментальное звучание группы не изменилось. По мнению Свортли, пластинке не удалось создать такой же эффект неожиданности, как у вышедшей двумя годами ранее Some Girls. В довершение журналистка призналась: «Иногда я включаю громкость на максимум, чтобы найти связь [со старыми Rolling Stones] и не могу поверить, что её больше нет. Я представляю себе, что на самом деле Роллинги умерли и эта безупречная, классически звучащая и бездушная пластинка — это послание из могилы».
После того, как в 2009 году вышла ремастеринговая версия альбома, в журнале Rolling Stone опубликовали обновлённую рецензию на него. Роб Шэффилд оценил Emotional Rescue на четыре звезды из пяти и выделил песни «Where the Boys Go» и «Let Me Go». По его мнению, четыре альбома британской рок-группы — Some Girls (1978), Emotional Rescue (1980), Tattoo You (1981) и Undercover (1983) — представляли пятилетний период расцвета Rolling Stones, оправившихся от застоя семидесятых годов и вновь ставших интересными для молодёжи, которая никогда не слышала их предыдущие записи.

## Список композиций
Все песни написаны Миком Джаггером и Китом Ричардсом, за исключением отмеченных.
| №  | Название                                            | Длительность |
| -- | --------------------------------------------------- | ------------ |
| 1. | «Dance (Pt. 1)» (Мик Джаггер/Кит Ричардс/Ронни Вуд) | 4:23         |
| 2. | «Summer Romance»                                    | 3:16         |
| 3. | «Send It to Me»                                     | 3:43         |
| 4. | «Let Me Go»                                         | 3:50         |
| 5. | «Indian Girl»                                       | 4:23         |

| №   | Название            | Длительность |
| --- | ------------------- | ------------ |
| 6.  | «Where the Boys Go» | 3:29         |
| 7.  | «Down in the Hole»  | 3:57         |
| 8.  | «Emotional Rescue»  | 5:39         |
| 9.  | «She’s So Cold»     | 4:12         |
| 10. | «All About You»     | 4:18         |

## Участники записи
The Rolling Stones:
- Мик Джаггер — ведущий (все песни кроме 10) и бэк-вокал (песни 1, 2, 6), электрогитара (песни 2, 4, 6, 8, 9), акустическая гитара и электропианино (песня 8)
- Кит Ричардс — электро- (все песни кроме 5) и акустическая (песня 5) гитары, бэк-вокал (песни 1, 2, 6, 10), фортепиано, ведущий вокал (песня 10), бас-гитара (песня 10)
- Ронни Вуд — электро- (песни 1—4, 6, 7, 9, 10), акустическая, педальная и слайд-гитары (песни 4, 5, 9), бэк-вокал (песни 6, 10), бас-гитара (песни 1, 2, 6, 8), саксофон (песня 1)
- Билл Уаймен — бас-гитара (песни 3—5, 7, 9), синтезатор (песни 5, 8)
- Чарли Уоттс — ударные (все песни)

Приглашённые музыканты:
- Иэн Стюарт — электро- и акустическое пианино (песни 2, 6)
- Ники Хопкинс — фортепиано (песня 3), ксилофон (песня 5)
- Билли Престон — клавинет
- Шуга Блу — губная гармоника (песни 3, 7)
- Бобби Киз — саксофон (песни 1, 4, 8, 9, 10)
- Майкл Шрив[англ.] — перкуссия (песни 1, 3, 4, 8, 9)
- Макс Ромео — бэк-вокал на «Dance (Pt. 1)»
- Джек Ницше — аранжировка духовых инструментов на «Indian Girl»
- Крис Кимзи[англ.] — продюсер и звукоинженер[18]

## Позиции в хит-парадах и сертификации
| Хит-парад (1980)                                 | Высшая позиция |
| ------------------------------------------------ | -------------- |
| Австралия, Australian Kent Music Report          | 4              |
| Австрия, Austrian Albums Chart                   | 2              |
| Канада, Canadian RPM Albums Chart                | 1              |
| Нидерланды, Dutch Albums Chart                   | 1              |
| Франция, French SNEP Albums Chart                | 1              |
| Италия, Italian Albums Chart                     | 5              |
| Япония, Japanese Oricon LPs Chart                | 10             |
| Новая Зеландия, New Zealand Albums Chart         | 2              |
| Норвегия, Norwegian Albums Chart                 | 4              |
| Испания, Spanish Albums Chart                    | 5              |
| Швеция, Swedish Albums Chart                     | 1              |
| Великобритания, UK Albums Chart                  | 1              |
| США, Billboard 200                               | 1              |
| Германия, West German Media Control Albums Chart | 2              |

| Хит-парад (1980)                   | Позиция |
| ---------------------------------- | ------- |
| Великобритания (Gallup Poll)       | 32      |
| Канада (RPM Year-End)              | 8       |
| США (Billboard Top Popular Albums) | 35      |

| Регион | Сертификация  | Продажи    |
| --- | ------------- | ---------- |
| Австралия (ARIA) | Платиновый    | 50 000^    |
| Великобритания (BPI) | Золотой       | 100 000^   |
| Испания (PROMUSICAE) | Золотой       | 50 000^    |
| Нидерланды (NVPI) | Золотой       | 50 000^    |
| Новая Зеландия (RMNZ) | Платиновый    | 15 000^    |
| США (RIAA) | 2× Платиновый | 2 000 000^ |
| Франция (SNEP) | Золотой       | 277 900    |
| * Данные о продажах приведены только на основе сертификации. ^ Данные о тиражах приведены только на основе сертификации. |               |            |